# 埃托雷·贝洛托
埃托雷·贝洛托（義大利語：Ettore Bellotto，1895年2月18日—1966年8月11日），生于维琴察，意大利前男子竞技体操运动员。他曾获得1920年夏季奥运会体操比赛男子团体全能金牌。他于1966年在米兰去世。